# فواد خان
فواد خان (ولد في 29 نوفمبر 1981) ممثل ومغني وعارض أزياء باكستاني الذي ظهر في الأفلام والدراما التلفزيونية الباكستانية. كما ظهر في الأفلام الهندية. وهو واحد من أعلى الفنانيين أجرا في صناعة السينما الباكستانية، وحصل على جائزة فيلم فير، ثلاث جوائز لوكس ستايل، وست جوائز هوم.
وقد قام خان بأول فيلم له دور مساعد في فيلم الدراما خودا كاي ليي (2007) للمخرج شعيب منصور. واستمر في تحقيق شعبية مع أدوار قيادية في المسلسل التلفزيوني داستان (2010) وهمصفار (2011)، وزنداجي غولزار هاي (2012). قدم لأول مرة بوليوود له في الدور الرائد لأمير في الفيلم الكوميدي الرومانسي خوبسورات (2014) للمخرج شاشانكا غوش، التي فاز بجائزة فيلم فير لأفضل ممثل لأول مرة. حصل على الثناء الحاسم لفيلم دراما الأسرة الهندية كابور وأولاده (2016) للمخرج شكون باترا، والتي أصبح نجاحا حاسما وتجاريا كبيرا له. ظهر خان على معركة بيبسي للفرق (2017) كحكم، وهو ما أشار على عودته إلى الموسيقى. وتشمل أعماله القادمة مولا جات 2 وألبيلا راهي.

## عن حياته
ولد فواد بـلاهور في باكستان
وقضى حياته المبكرة في اليونان، المملكة العربية السعودية والمملكة المتحدة
ثم عاد إلى لاهور وهو في الثانية عشر من عمره واكمل دراسته في لاهور وانضم إلى الجامعة الوطنية للعلوم الكومبيوتر الناشئة وحصل على بكالوريوس في هندسة الاتصالات
عرف خان زوجته صدف بعمر 17 وتزوجا عن عمر 24 سنه (12-11-2005) وانجب منها ابنا يدعي ايان، بدأ خان مسيرته الغنائية مع فرقة الروك الباكستانية الكيان بارادايم كمغنية الرصاص. صدر خان ألبومه الأول Irtiqa في عام 2003. وكان الألبوم نجاحا نقديا وتجاريا بشكل عام.خلال حياتهم المهنية، وكان الكيان بارادايم منافسة جيدة المحيا مع فرقة الروك زميل نوري.
في عام 2008، وكتب خان وغنى الصوت الأصلي من الدراما له Satrangi
في عام 2010 فرقة فواد، والكيان النموذج، والتي فضت حول 2007
في عام 2012، غادر خان الفرقة الكيان النموذج، ويجري أكثر شعبية كممثل. في العام التالي كان سونغ أغنية «توم Kehti هو» في كتابه المسلسل زنداجي غولزار هاي. كان سونغ الأغنية في الأصل من قبل جنيد جمشيد. توم Kehti المحتلة هو أعلى منصب في يعزل مخططة الباكستانية لعدة أسابيع. وكان في استقبال الأغنية بشكل جيد من قبل النقاد والجماهير على حد سواء.
التلفزيون لأول مرة ونجاح (2005 إلى الوقت الحاضر)
دلى خان فيلمه لأول مرة مع دورا قياديا في عام 2007 شعيب منصور في خودا كاي ييه، الذي كان الفيلم أعلى الإيرادات الباكستانية عام 2007. خان لعب سرمد أفضل المطربين في لاهور، ولكن أثرت لاحقا من قبل ناشط إسلامي ويبدأ في ممارسة التفسير المتطرف للإسلام، وينمو لحيته ويذهب ضد الموسيقى، الضغط على عائلته حرة في روحها على الامتثال. تلك الأحزاب تفسير الآيات معينة من القرآن والحديث للدعوة إلى فرض حظر على الموسيقى والصور. عرضت دور أول لعلي ظفر ولكن نظرا ل جدول أعماله المزدحم، رفض علي.

## قائمة أعماله
| علامة الخنجرية | يشير إلى الأفلام التي لم يتم إصدارها بعد |

| السنة               | العنوان                   | الدور             | ملاحظات                                                         |
| الافلام             | الافلام                   | الافلام           | الافلام                                                         |
| ------------------- | ------------------------- | ----------------- | --------------------------------------------------------------- |
| 2007                | خودا كاي ليي              | سرمد              | Lux Style Award for Best Actor                                  |
| 2014                | خوبسورات                  | فيكرام سينغ راثور | جائزة فيلم فير لأفضل ممثل صاعد                                  |
| 2016                | هو مان جهان               | رافائيل           | ظهور خاص                                                        |
| 2016                | كابور وأولاده             | راهول كابور       | Nominated-جائزة فيلم فير لأفضل ممثل مساعد ‏                      |
| 2016                | اي ديل هاي موشكيل         | DJ علي            | Secondary Role                                                  |
| 2017                | ألبيلا راهي               | ألامجير           | Announced                                                       |
| 2017                | مولا جات 2                | مولا جات          | Lead role                                                       |
| الدراما التلفزيونية |                           |                   |                                                                 |
| 2001                | Jutt and Bond             | Bond G Kaboom     | [ 8 ]                                                           |
| 2008                | Dil De Ke Jayengy         | Arsalan           | [ 9 ]                                                           |
| 2008                | Satrangi                  | Behzaad           | [ 10 ]                                                          |
| 2010                | داستان                    | حسن               | Nominated—Lux Style Award for Best Television Actor – Satellite |
| 2011                | أكباري أسغاري             | أسغار             | [ 12 ]                                                          |
| 2011                | Kuch Pyar Ka Pagalpan     | مجتبى             | [ 13 ]                                                          |
| 2011–12             | همصفار                    | عاشار حسين        | Lux Style Award for Best Television Actor – Satellite           |
| 2012                | Ashk                      | Rohail Hayat      | [ 15 ]                                                          |
| 2012                | زينداجي غولزار هاي        | Zaroon Junaid     | Lux Style Award for Best Television Actor – Satellite           |
| 2013                | Numm                      | Wali Bakht Khan   | [ 18 ]                                                          |
| الأفلام التلفزيونية |                           |                   |                                                                 |
| 2010                | آج كوتش نا كاهو           | Rehan             | [ 19 ]                                                          |
| 2013                | Behadd                    | Jamal Ahmad       | [ 20 ] [ 21 ]                                                   |
| 2013                | أرمان                     | أرمان             | Nominated—Tarang Housefull Award for Best Actor                 |
| Music video         |                           |                   |                                                                 |
| 2015                | "Urain Ge"                | Himself           | single by علي ظفر؛ tribute to هجوم مدرسة بيشاور 2014            |
| 2017                | "Do Pal Ka Yeh Jewan Hai" | Himself           | also playback singer                                            |

## روابط خارجية
- فواد خان على موقع IMDb (الإنجليزية)
- فواد خان على موقع روتن توميتوز (الإنجليزية)
- فواد خان على موقع قاعدة بيانات الفيلم (الإنجليزية)
- فواد خان على موقع كينوبويسك (الروسية)